# Michael Senft
Michael Senft (Bad Kreuznach, 28 de septiembre de 1972) es un deportista alemán que compitió en piragüismo en la modalidad de eslalon.
Participó en los Juegos Olímpicos de Atlanta 1996, obteniendo una medalla de bronce en la prueba de C2 individual. Ganó 7 medallas en el Campeonato Mundial de Piragüismo en Eslalon entre los años 1995 y 2005, y 4 medallas en el Campeonato Europeo de Piragüismo en Eslalon entre los años 1996 y 2005.

## Palmarés internacional
| Juegos Olímpicos   | Juegos Olímpicos              | Juegos Olímpicos  | Juegos Olímpicos |
| Año                | Lugar                         | Medalla           | Competición      |
| ------------------ | ----------------------------- | ----------------- | ---------------- |
| 1996               | Atlanta (Estados Unidos)      | Medalla de bronce | C2 individual    |
| Campeonato Mundial |                               |                   |                  |
| Año                | Lugar                         | Medalla           | Competición      |
| 1995               | Nottingham (Reino Unido)      | Medalla de bronce | C2 por equipos   |
| 1997               | Três Coroas (Brasil)          | Medalla de plata  | C2 individual    |
| 1997               | Três Coroas (Brasil)          | Medalla de bronce | C2 por equipos   |
| 2002               | Bourg-Saint-Maurice (Francia) | Medalla de plata  | C2 por equipos   |
| 2003               | Augsburgo (Alemania)          | Medalla de plata  | C2 por equipos   |
| 2005               | Penrith (Australia)           | Medalla de oro    | C2 individual    |
| 2005               | Penrith (Australia)           | Medalla de oro    | C2 por equipos   |
| Campeonato Europeo |                               |                   |                  |
| Año                | Lugar                         | Medalla           | Competición      |
| 1996               | Augsburgo (Alemania)          | Medalla de oro    | C2 por equipos   |
| 2000               | Mezzana (Italia)              | Medalla de oro    | C2 por equipos   |
| 2002               | Bratislava (Eslovaquia)       | Medalla de bronce | C2 por equipos   |
| 2005               | Tacen (Eslovenia)             | Medalla de plata  | C2 por equipos   |